# 塔林市徽
塔林市徽（coat of arms of Tallinn）是愛沙尼亞首都塔林的市徽。這一徽章有三種版本。中紋章是一黃色盾徽，內有三個藍色獅子。小紋章是一紅色盾徽，內有白色十字。